# Горизонт Имбонга
Горизонт Имбонга — археологический культурный комплекс, существовавший на территории современной Демократической Республики Конго в период около 800—200 гг. до н. э.
Это наиболее ранняя известная неолитическая культура данного региона. Её появление характеризуется резким ростом населения (нилотской субрасы) на территории, где ранее обитали немногочисленные пигмеи. Типичными для Имбонги являются круглые сосуды с круглым плечом. У сосудов было ровное и плоское дно-основание; они украшены геометрическими узорами-насечками.
Культура известна археологам с 1977 года, когда Тюбингенский университет начал проект по исследованию праистории данного региона. Проект завершился в 1987 г.